# Dione (satèl·lit)
Dione és el quart satèl·lit més gros de Saturn. Va ser descobert per Giovanni Cassini el 1684. Compartix la seua òrbita amb els xicotets satèl·lits troians Helena i Pòl·lux, que es troben en els seus punts de Lagrange L4 i L5, respectivament.

## Nom
Dione és un dels quatre satèl·lits de Saturn descoberts per Giovanni Cassini entre 1671 i 1684. Els altres són: Jàpet, Rea i Tetis. Cassini els va batejar amb el nom llatí de Sidera Lodoicea (estrelles de Lluís), en honor del rei Lluís XIV de França. Però els astrònoms van seguir el costum habitual a l'època de designar els satèl·lits amb el nom del planeta seguit d'un numeral romà. A Dione se li va assignar el nom de Saturn IV per ser el quart satèl·lit de Saturn, si se seguia l'ordre del més proper al més llunyà al planeta. Aquest nom encara es continua utilitzant avui dia, a pesar que s'han descobert altres satèl·lits entre Saturn i l'òrbita de Dione, de manera que ja no és el quart satèl·lit sinó el catorzè.
Molts anys més tard, el 1847, John Herschel, fill de William Herschel, va proposar que els satèl·lits de Saturn rebessin els noms dels Titans i les Titànides de la mitologia grega, germans i germanes de Cronos (Saturn en la mitologia romana). Dione era una deessa, mare d'Afrodita, classificada com a Titànide en la Biblioteca d'Apol·lodor però no per Hesíode.

## Característiques
Dione és la tercera lluna més densa de Saturn (després de Tità i Encèlad, la densitat dels quals es veu incrementada per compressió gravitacional). Està compost principalment per gel d'aigua però ha de tenir una fracció considerable de material més dens com ara silicats en el seu interior.
Encara que és una mica més petit, Dione (1.125 km de diàmetre) és força semblant a Rea (1.528 km), un dels altres satèl·lits de Saturn. Ambdós tenen una composició i una albedo similars (0,6), i un terreny semblant. A més, els dos es troben en rotació síncrona i, per tant, un dels seus hemisferis està sempre encarat cap endavant (hemisferi davanter), en el sentit de moviment al llarg de la seva òrbita, mentre que l'altra cara del satèl·lit s'anomena hemisferi posterior, en estar sempre encarat cap endarrere. L'hemisferi davanter de Dione està densament crateritzat i és d'un color brillant uniforme. Per contra, l'hemisferi posterior és més fosc i conté una característica inusual i distintiva, una xarxa de tènues línies blanques que s'estenen al llarg de centenars de quilòmetres travessant diversos cràters, cosa que ens indica que són relativament recents. Aquesta disparitat entre els dos hemisferis i la xarxa de línies blanques en un d'ells també la comparteix amb Rea.
Els astrònoms han reconegut els següents trets geològics a la superfície de Dione:
- Chasmata (valls profundes)
- Lineae (tènues línies blanques)
- Cràters

### Cingles de gel

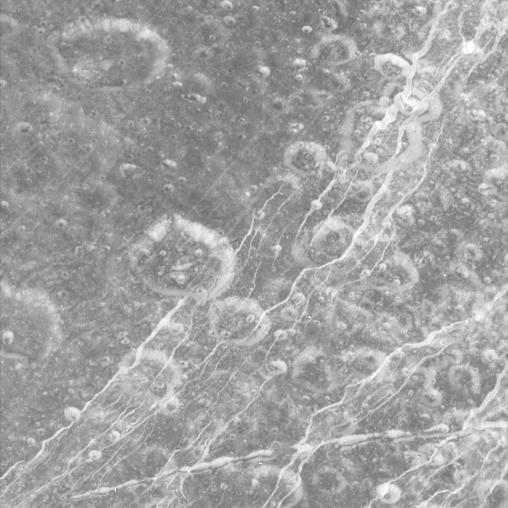
Imatge de la regió "Carthage Linea". S'hi aprecien cingles de gel (línies blanques) i alguns cràters. L'escala és 1 píxel = 230 m.

Des que van ser descobertes per la Voyager 1 el 1980, l'origen de les tènues línies blanques era incert. En part perquè les úniques fotografies que es tenien van ser realitzades des d'una gran distància. Tot el que se sabia era que el material tenia una albedo elevat i que era prou prim com per a no enfosquir els trets superficials que es trobaven a sota. Una de les hipòtesis deia que, poc després de la seva formació, Dione era geològicament activa i alguns processos geològics com ara el criovolcanisme van fer que material de l'interior del satèl·lit ressorgís en forma d'erupcions al llarg d'esquerdes en la superfície de Dione i després aquest material es va dipositar sobre la superfície en forma de neu o cendra formant les línies blanques. Molt de temps després, quan l'activitat interna va cessar, impactes de meteorits van crear nous cràters que van esborrar les línies blanques, principalment a l'hemisferi davanter.
Tanmateix, el 13 de desembre de 2004, la sonda Cassini va realitzar un sobrevol de Dione i va realitzar fotografies de la seva superfície. Les imatges de la Cassini mostren que les línies blanques en realitat són cingles de gel, creats a partir de fractures tectòniques. El dia 11 d'octubre de 2005, la Cassini va realitzar un altre sobrevol a només 500 km de Dione i va captar imatges obliqües dels cingles mostrant que alguns d'ells tenen uns quants centenars de metres d'alt.

### Cràters
La superfície gelada de Dione inclou terreny densament crateritzat, zones planes amb una densitat de cràters moderada i àrees de fractures tectòniques. El terreny densament crateritzat té nombrosos cràters de més de 100 km de diàmetre mentre que les planes tendeixen a tenir cràters de menys de 30 km de diàmetre. Una fracció important del terreny crateritzat es troba en l'hemisferi posterior. Això és contrari al que els científics esperaven: el 1982, Shoemaker i Wolfe van proposar un model de craterització per a satèl·lits gravitacionalment lligats per les forces de marea on la major densitat de cràters s'hauria de trobar a l'hemisferi davanter. Això suggereix que durant el període d'intens bombardeig meteòric, Dione estava lligat a Saturn amb una orientació inversa a l'actual. Donat que Dione és relativament petit, un impacte que causi un cràter de 35 km podria haver girat el satèl·lit. Donat que hi ha diversos cràters de més de 35 km a la superfície de Dione, és possible que hagi estat invertit diverses vegades al llarg del temps. Tanmateix, el patró de craterització i l'elevat albedo de la cara davantera suggereixen que Dione ha restat en la seva posició actual durant diversos milers de milions d'anys.
Igual que el satèl·lit jovià Cal·listo, els cràters de Dione manquen d'un relleu elevat com els de la Lluna i Mercuri; això probablement és degut a l'enfonsament de la fràgil crosta gelada de Dione al llarg d'un llarg període a escala geològica.

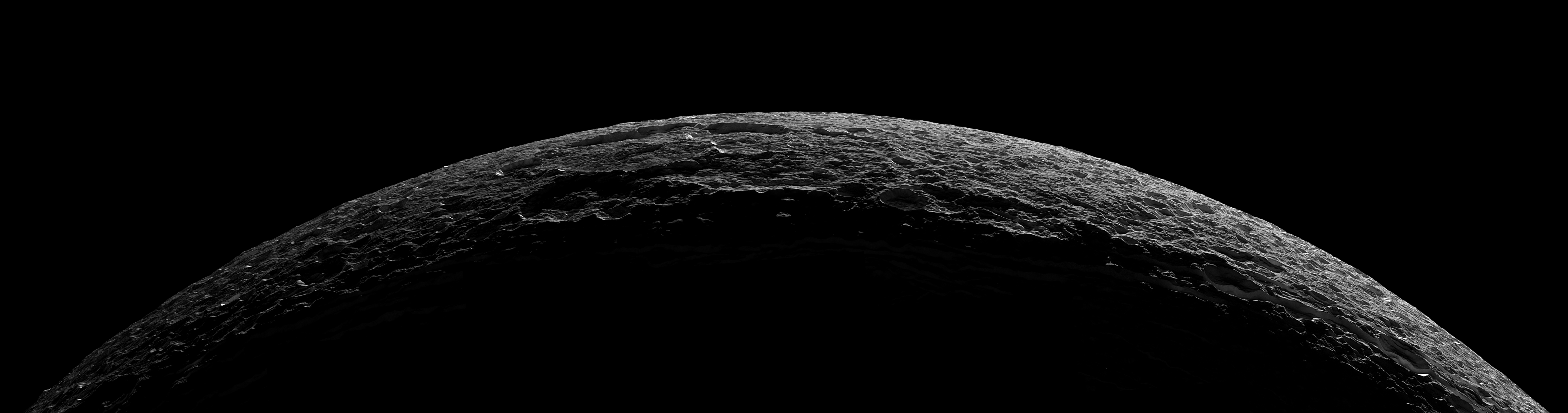
Dione en una fotografia presa per la sonda espacial Cassini l'11 d'octubre del 2005